# Pedicularis hacquetii
Pedicularis hacquetii är en snyltrotsväxtart som beskrevs av Siegmund Sigismund Graf. Pedicularis hacquetii ingår i släktet spiror, och familjen snyltrotsväxter. Inga underarter finns listade i Catalogue of Life.

## Bildgalleri

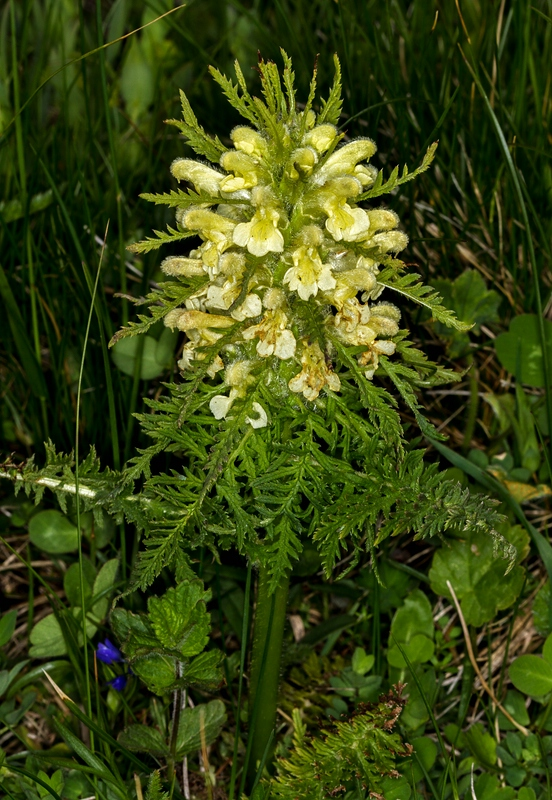
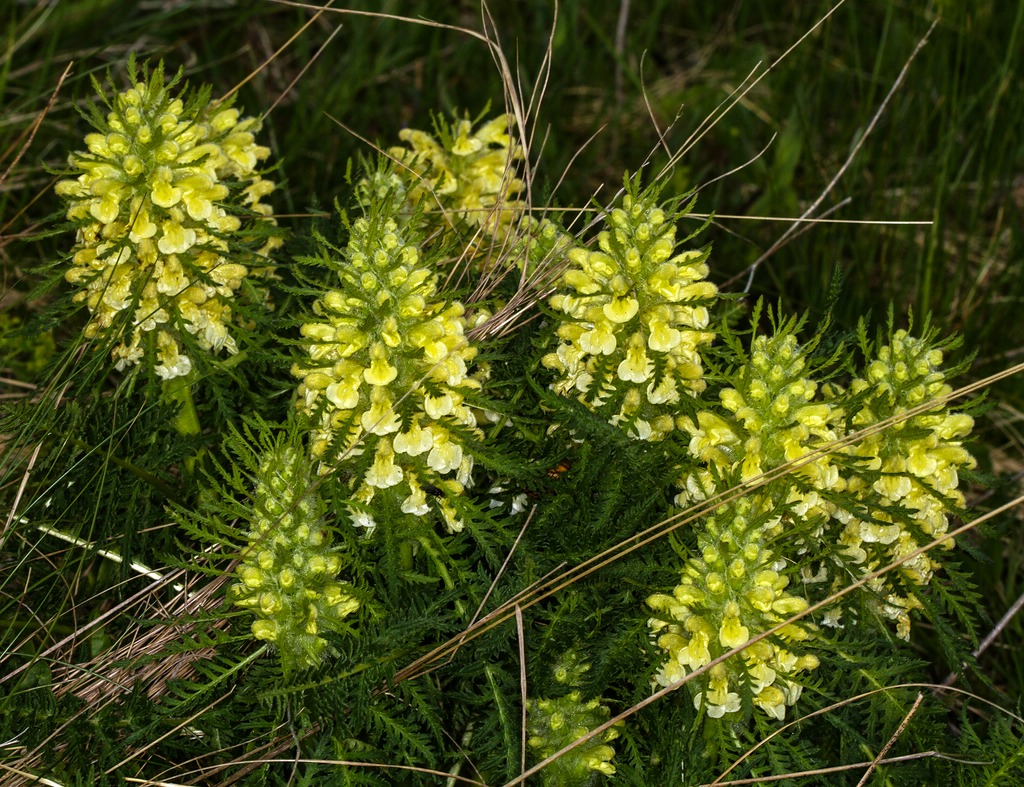
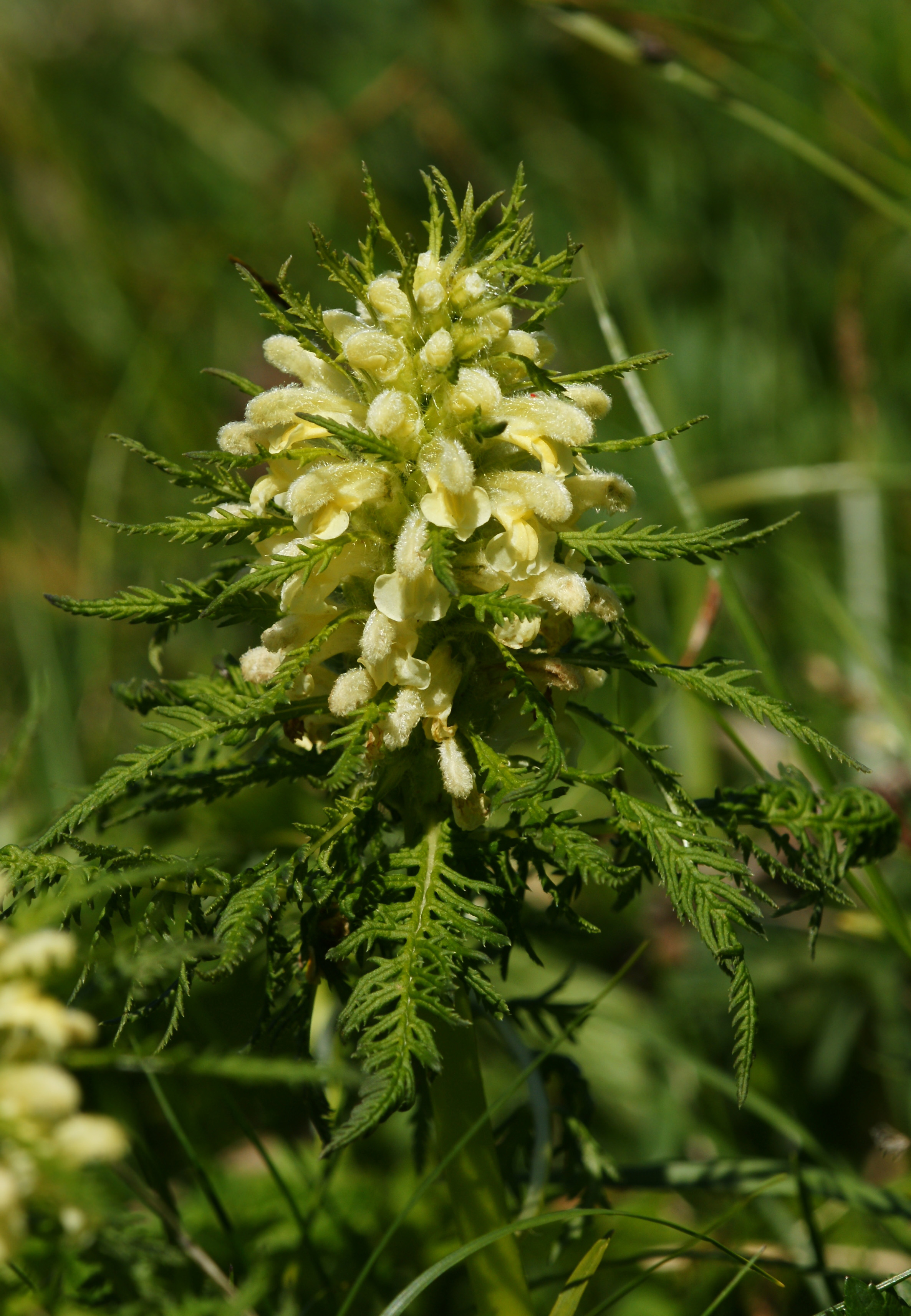
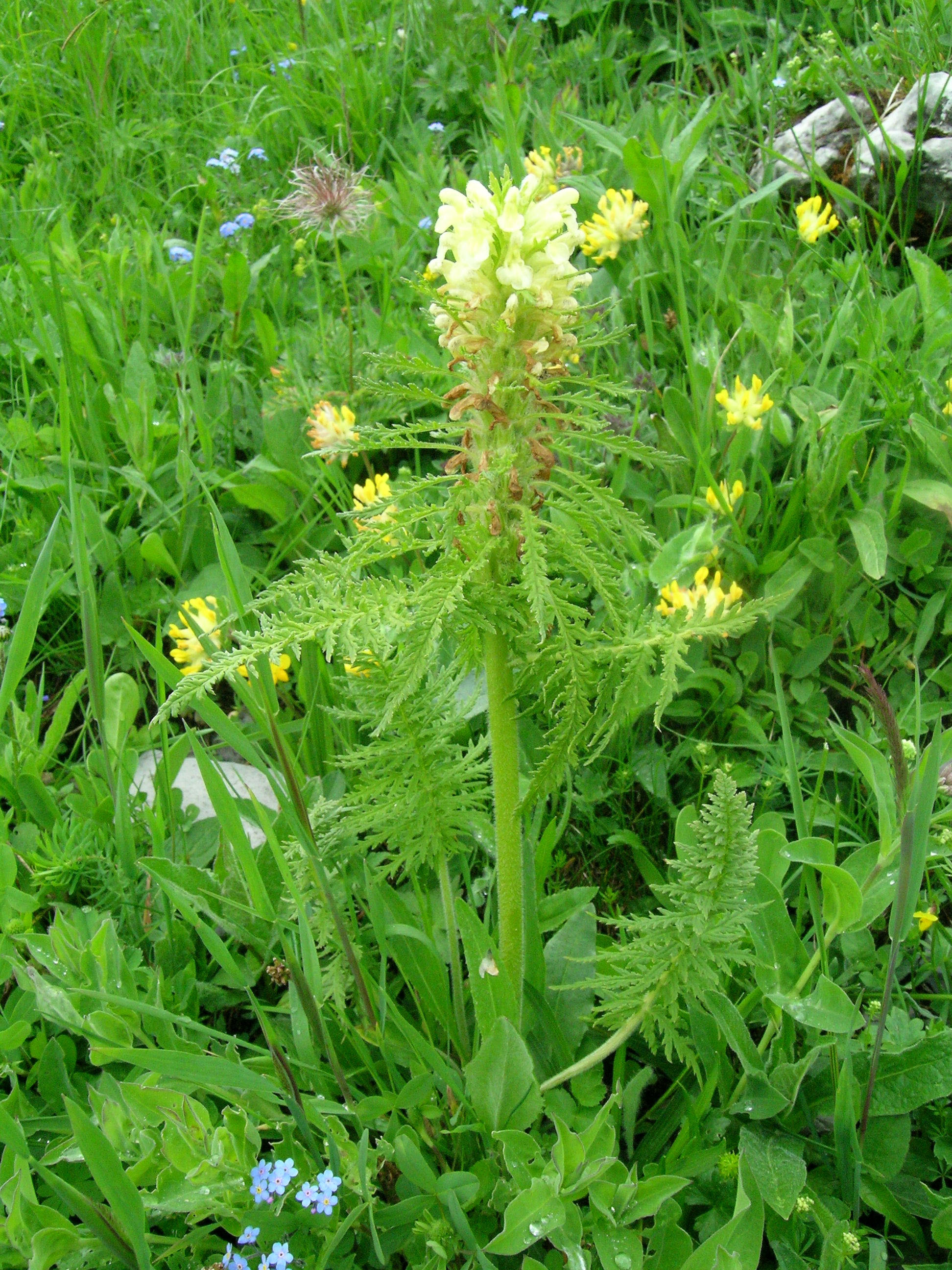
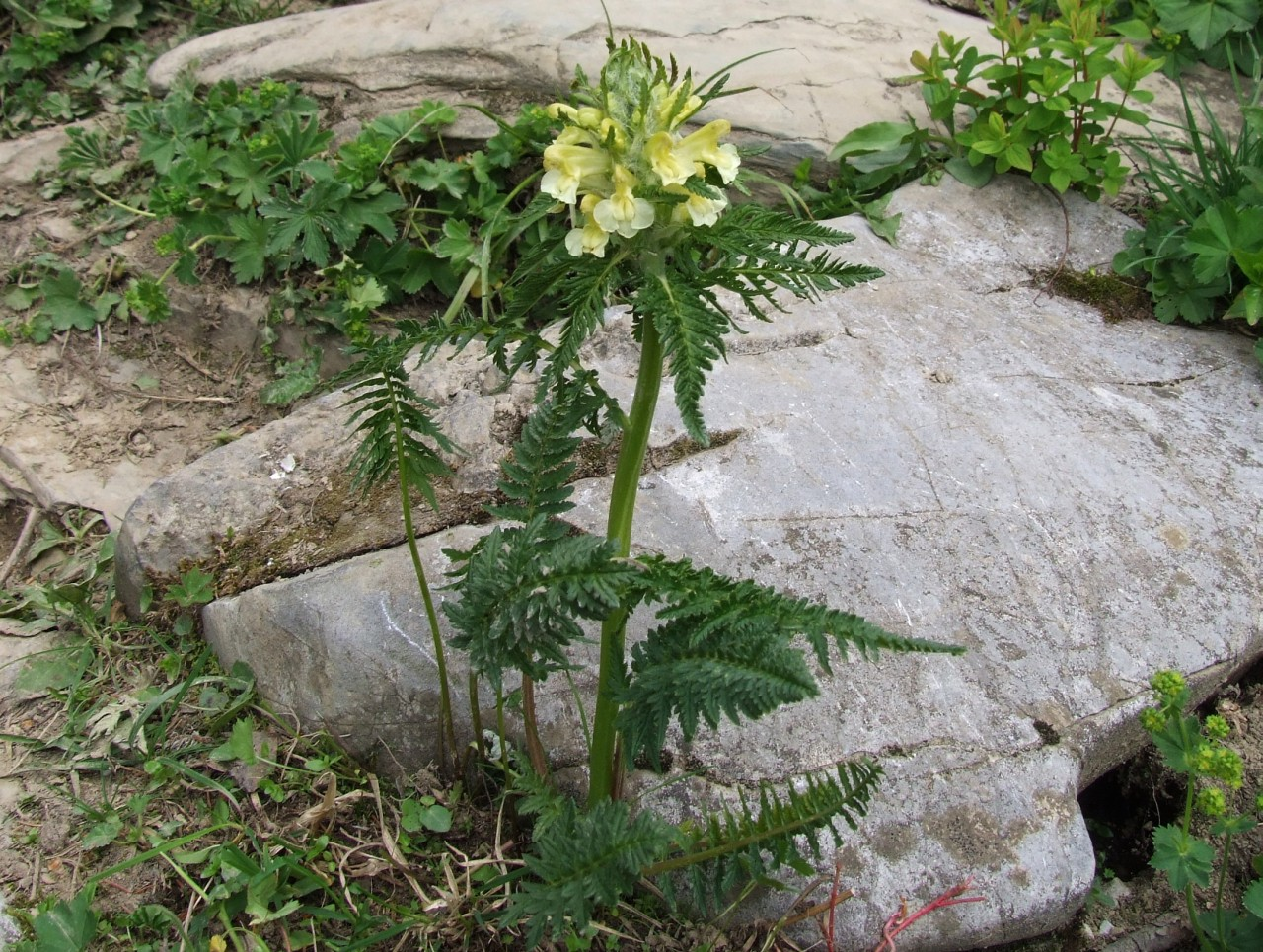
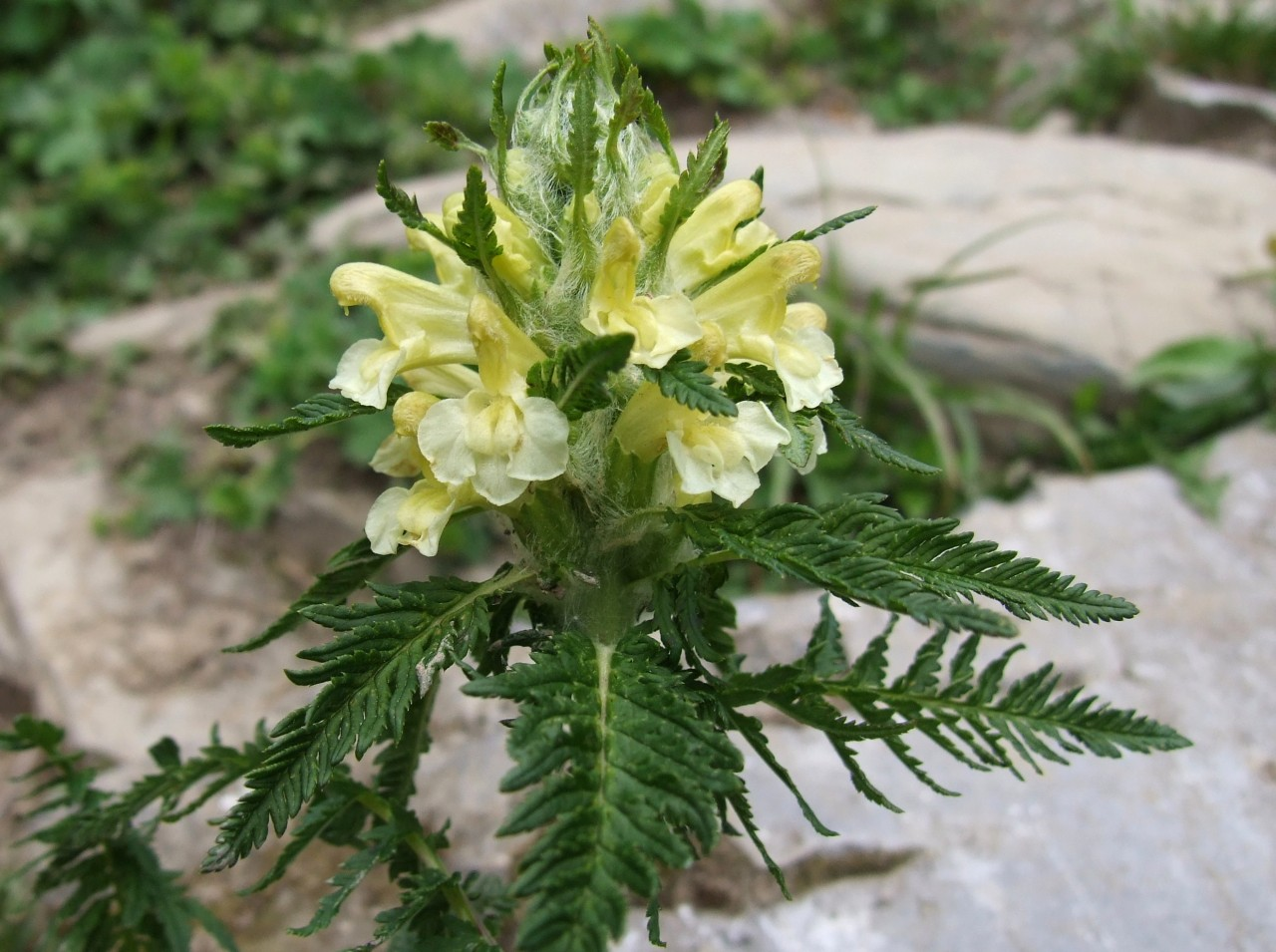